# Micrathyria almeidai
Micrathyria almeidai är en trollsländeart som beskrevs av Santos 1945. Micrathyria almeidai ingår i släktet Micrathyria och familjen segeltrollsländor. Inga underarter finns listade i Catalogue of Life.